# 小行星3319
小行星3319（英語：3319 Kibi）是一颗围绕太阳公转的小行星。1977年3月12日，香西洋樹、古川麒一郎在木曾町发现了此天体。
这颗小行星的绝对星等为115.6342287945442等。